# Амеби
Амебите (Amoeba, на гръцки: αμοιβή, „промяна“) са род едноклетъчни организми от подтип Sarcodinamia. Имат неправилна, постоянно променяща се форма. Придвижват се посредством псевдоподи (лъжливи крачка) или флагелуми (с тях Саркодовите се движат сравнително бавно – 1 до 7 μm/s). Този подтип е обособен на базата на двигателните органели.

## Анатомия
Клетката на амебата е изграденa от: мембрана, цитоплазма и ядро. Цитоплазмата се състои от ектоплазма (тънък външен слой) и ендоплазма; свиващи се вакуоли, хранителни вакуоли, псевдоподи.
Псевдоподите (лъжливите крачка) са временни образувания на цитоплазмата с различна форма и големина. С тяхна помощ амебата се придвижва. Псевдоподите могат да бъдат: лобоподи, филоподи, аксоподи или ризоподи. Също с тях улавя храната си, след което я поставя в цитоплазмата си, за да я усвои.

## Хранене
Амебата се храни, като обгражда храната си (бактерии, едноклетъчни водорасли, остатъци от мъртви организми). Около нея се образува тънка ципа, през която от цитоплазмата навлизат смилателни сокове. Те смилат храната и отделят от нея хранителни молекули, които преминават в цитоплазмата, а несмлените остатъците се изхвърлят извън клетката.
Амебата диша с кислород, който влиза заедно със солна киселина през клетъчната мембрана. С участието на кислорода става разграждане на хранителните молекули и се отделя необходимата за живота на амебата енергия. Тя може да издържи без вода, но много малко.

## Местообитание
Повечето амеби живеят в океаните и моретата. Някои видове обитават сладките води и почвата. В червата на човека може да се засели дизентерийна амеба, която причинява болестта амебна дизентерия.

## Размножаване
Амебите, както повечето едноклетъчни организми, се размножават чрез деление на клетката.

## Изследвания
Амебата е открита за първи път от Август Йохан Рьозел фон Розенхоф през 1757 г. Първоначално ученият я нарича микроскопичното животно Протей на гръцкия бог Протей, който можел да променя образа си.Той говори подробно за амебовидното движение. Името амеба (от гръцки) е дадено по-късно от Бори дьо Сент-Винсент и означава промяна. Dientamoeba fragili е описана за първи път през 1918 г. във връзка със заболявания при хората.
Доста по-късно учените вече изследват едноклетъчните организми в космоса, за да разберат как липсата на гравитация се отразява на живите същества.